# Georg Wissel

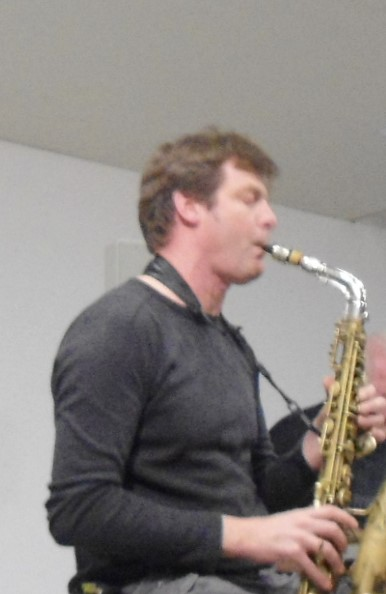
Georg Wissel

Georg Wissel (* 1964 in Köln) ist ein deutscher Musiker (Alt- und Tenorsaxophon, Klarinette) des Creative Jazz und der neuen Improvisationsmusik.

## Leben und Wirken
Wissel verbrachte seine Kinder- und Jugendzeit in Wanne-Eickel, wo ihn die damalige Musikszene prägte. Als Saxophonist sammelte er Erfahrungen in den unterschiedlichen Musikrichtungen von Punk über Jazz bis hin zu Auftritten auf Galas. Im Bereich der frei improvisierten Musik arbeitete er mit London Improvisers Orchestra, Pöhl–Musik, SALZ, den Adam Noidlt Missiles von Frank Köllges und dem WuppertalerImprovisationsOrchester und unterhält Duos mit Paul Lytton, Joker Nies, sowie Tim O’Dwyer. Weiterhin spielte er mit seiner Frau, der Pianistin Dušica Cajlan, George Cremaschi, Matthew Goodheart, Gunda Gottschalk, Lou Grassi, Carl Ludwig Hübsch, Paul Hubweber, Achim Krämer, Misha Mengelberg, Etienne Nillesen, Melvyn Poore und Alan Silva. Daneben konzertiert er auch mit Nicolao Valiensis Banda Metafisica, Nicolas Simion, Norbert Steins Pata on the Cadillac und dem Multiple Joyce Orchestra. Er trat auf  Festivals in Europa, Südamerika, USA, Asien und Australien auf. Zu hören ist er auch auf Simon Rummels Album Singinging (2023).
Seit 1984 lehrte er an der Jugendkunstschule in Wanne-Eickel als Saxophondozent. Später leitete er auch die Bigband der Musikschule, die unter seiner Leitung 1988 beim Landeswettbewerb Jugend jazzt den 2. Platz belegte. Dann war er als Saxophondozent am Düsseldorfer Theodor-Fliegner-Gymnasium tätig, bevor er seit 1993 in Köln als Dozent an der Offenen JazzHausSchule wirkte. Daneben ist er bei Schulprojekten im Rahmen des von der Kulturstiftung des Bundes geförderten Netzwerk Neue und Improvisierte Musik als Workshop-Dozent tätig und seit 2019 Dozent für Musikalische Gruppenimprovisation an der Universität zu Köln.

## Diskographische Hinweise
- Pöhl Musik:  Maschinenstürmer (AufRuhr 1986)
- Bull´s Eye Ensemble: Live at Stadtgarten, Cologne (NurNichtNur, 1997)
- TroisVenture: TroisVenture (NurNichtNur, 1999; mit Paul Hubweber, Joachim Zoepf)
- The Arte of Navigation (NurNichtNur, 2001; solo)[2]
- Blank Disk Trio: u CudnojZemlji - im KomikerLand (NurNichtNur, 2007; mit Robert Rozsa, Srdjan Muc)
- Katachi (mit Klaus Treuheit, Christoph Irmer)
- Canaries on the Pole: Canaries on the Pole (Free Elephant, 2005; mit Jacques Foschia, Mike Goyvaerts, Christoph Irmer)
- Canaries on the Pole: #2 (Creative Sources, 2008)
- Wissel&Nies: Corpus Callosum (Aha, 2013)
- The Wisseltangcamatta: Movements (Creative Sources, 2015, mit Achim Tang, Simon Camatta)
- Mirror Unit: Wind Makes Weather (Creative Sources, 2015, mit Tim O’Dwyer)
- Simon Rummel Ensemble: Nichts für Alle (Umlaut Records, 2016)
- The Wisseltangcamatta: Indes (Umland Records, 2017)
- Delon Maira Morales Wissel Confianca & Geduld (NurNichtNur Berslton, 2017)
- Lytton Nies Scott Wissel Do They Do Those In Red? (Sound Anatomy, 2019)
- Cajlan, Wissel, Nillesen: Thirty Nine Fifty Five (Acheulian Handaxe 2022)
- Canaries on the Pole: It Isn’t Really What It’s like (Acheulian Handaxe, 2023)
- Simon Rummel Ensemble: Singing (Umlaut Records, 2023)
- Paul Lytton, Georg Wissel: Loose Connections (Confront Recordings, 2024)